# Primož Kozmus
Primož Kozmus (Novo Mesto, 30 de setembre de 1979) és un llançador de martell eslovè.
Fou campió olímpic als Jocs de Pequín de 2008. També ha estat campió del Món a Berlín 2009 (primer eslovè en assolir aquestes fites) i medalla d'argent a Osaka 2007. El seu millor llançament i rècord d'Eslovènia és de 82,30 metres, assolit el juny de 2007 a Bydgoszcz, Polònia.

## Resultats
| Any  | Competició                   | Seu                  | Resultat | Extra |
| ---- | ---------------------------- | -------------------- | -------- | ----- |
| 2000 | Jocs Olímpics                | Sydney, Austràlia    | 36è      |       |
| 2001 | Jocs del Mediterrani         | Tunis, Tunísia       | 5è       |       |
| 2002 | Campionat d'Europa           | Múnic, Alemanya      | 25è      |       |
| 2003 | Campionat del Món            | París, França        | 5è       |       |
| 2003 | Final de l'atletisme mundial | Szombathely, Hongria | 6è       |       |
| 2004 | Jocs Olímpics                | Atenes, Grècia       | 6è       |       |
| 2004 | Final de l'atletisme mundial | Szombathely, Hongria | 4t       |       |
| 2006 | Campionat d'Europa           | Göteborg, Suècia     | 7è       |       |
| 2006 | Final de l'atletisme mundial | Stuttgart, Alemanya  | 8è       |       |
| 2007 | Campionat del Món            | Osaka, Japó          | 2n       |       |
| 2007 | Final de l'atletisme mundial | Stuttgart, Alemanya  | 6è       |       |
| 2008 | Jocs Olímpics                | Pequín, Xina         | 1r       |       |
| 2009 | Campionat del Món            | Berlín, Alemanya     | 1r       |       |
| 2009 | Final de l'atletisme mundial | Tessalònica, Grècia  | 1r       |       |
| 2011 | Campionat del Món            | Daegu, Corea del Sud | 3r       |       |